# What He Forgot
What He Forgot è un cortometraggio muto del 1915 diretto da Jerold T. Hevener e prodotto dalla Lubin.

## Trama
Bill trova lavoro: viene preso come attore per un film. In una scena, deve farsi baciare dall'attrice protagonista. Ma, quando la moglie di Bill vede il bacio sullo schermo, fa scoppiare un putiferio in sala, tanto che dovrà persino intervenire la polizia.

## Produzione
Il film fu prodotto dalla Lubin Manufacturing Company.

## Distribuzione
Distribuito dalla General Film Company, il film - un cortometraggio di 180 metri - uscì nelle sale USA il 2 gennaio 1915. Nelle proiezioni, veniva programmato con il sistema dello split reel, accorpato in un'unica bobina con un altro cortometraggio prodotto dalla Lubin, anche questo scritto da E.W. Sargent, la comica He Gave Him a Million.